# Virklund
Virklund – miasto w Danii, w regionie Jutlandia Środkowa, w gminie Silkeborg.